# Talisker
Talisker è un Island Single Malts Scotch whisky, ovvero un whisky scozzese di puro malto delle isole prodotto dalla Distilleria Talisker, una distilleria dell'isola di Skye. La distilleria è gestita dalla United Distillers and Vintners per conto di Diageo, ed è distribuita come parte della loro serie Classic Malts.

## Storia

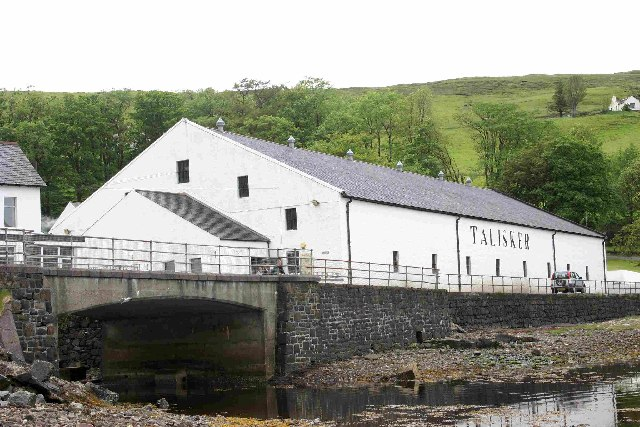
La distilleria

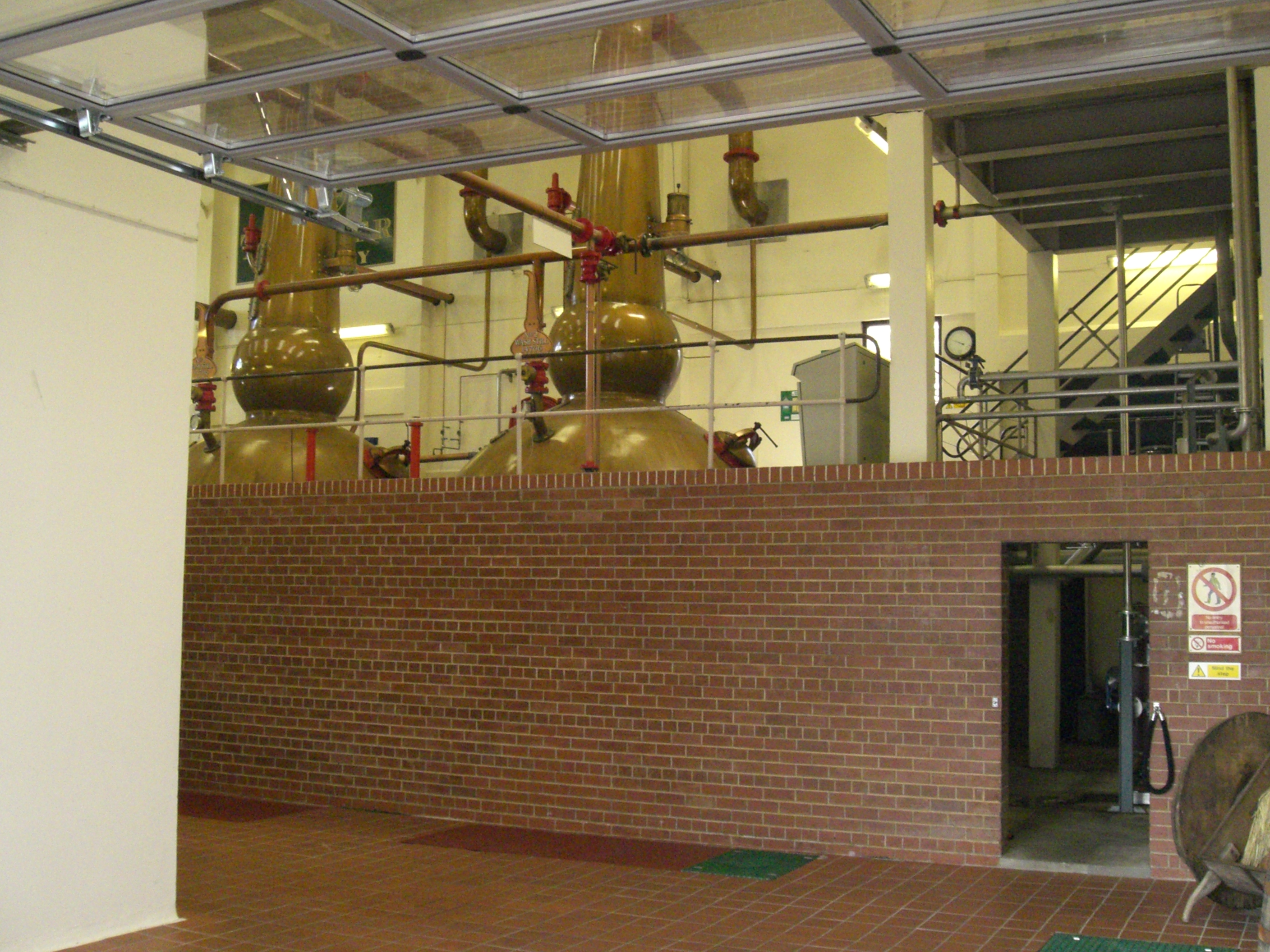
Gli alambicchi

La distilleria venne fondata nel 1830 da Hugh e Kenneth MacAskill, e ampliata nel corso degli anni. Durante questo primo periodo, il whisky veniva prodotto utilizzando una metodo a tripla distillazione, per poi passare in seguito alla più convenzionale doppia distillazione nel 1928. La distilleria venne distrutta da un incendio nel 1960 e ricostruita nel 1962; cinque repliche esatte dei distillatori originali sono state costruite in modo da preservare il sapore originale Talisker.
Nella distilleria operano cinque alambicchi: due wash stills, alambicchi per la prima distillazione che separa l'alcool, e tre spirit stills, alambicchi per la seconda distillazione. Tutti gli alambicchi usano classiche serpentine anziché moderni condensatori.
Il Talisker è stato uno degli whisky preferiti di scrittori come Robert Louis Stevenson e Henry Morton Vollam.

## Carattere

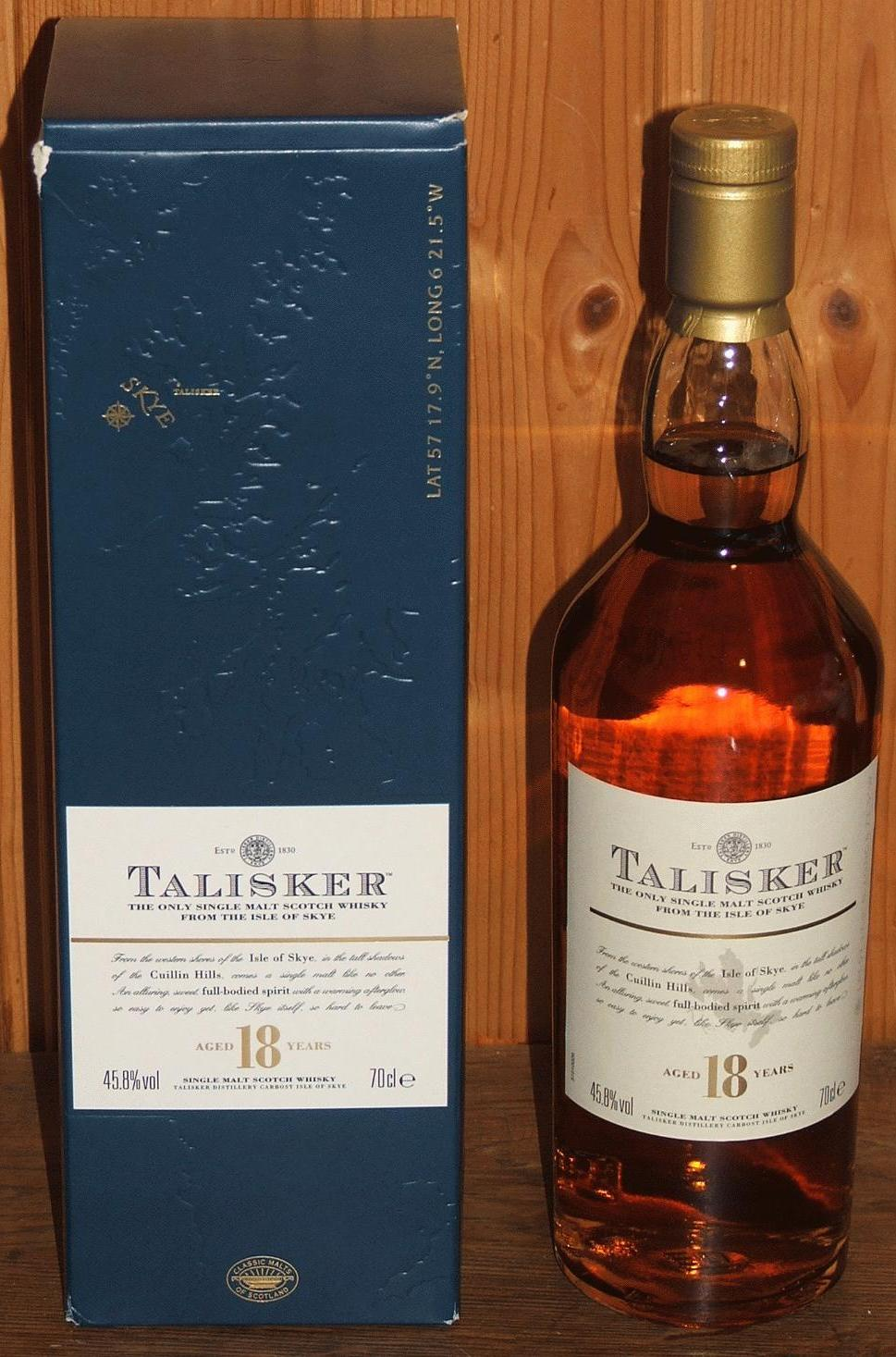
Talisker 18 anni

Talisker è conosciuto per il contenuto superiore alla media di torba, e per il suo gusto salato (o piccante). La distilleria ha iniziato a produrre un'edizione speciale per collezionisti nei primi anni del 2000, con 20 e 25 anni di invecchiamento (dove in precedenza erano disponibili solo a 10 e 18 anni). La versione a 25 anni è stata più ampiamente distribuita, pur essendo più costosa di quella a 20 anni.
Il malto è torbato ad un livello di fenolo di circa 25 parti per milione (ppm), un livello abbastanza elevato. Inoltre, l'acqua utilizzata per la produzione, da Cnoc nan Speireag, scorre su depositi di torba, il che aggiunge ulteriore torbatura al whisky.
Alcuni whisky blended come Johnnie Walker e il liquore  Drambuie usano Talisker come una componente delle loro miscele; la sua presenza è più rilevante nel Johnnie Walker Green Label 15 anni di puro malto.

## Le varianti
- Talisker 10 Years Old, viene imbottigliato al di fuori del sito;
- Talisker 12 Years Old, edizione limitata disponibile solo per i membri dell'associazione Friends of the Classic Malts;
- Talisker 15 Years Old, edizione limitata del 2019, è un malt Scotch whisky torbato fatto invecchiare in botti di quercia americana tostata;
- Talisker 18 Years Old, ha una produzione limitata di 25 000 bottiglie;
- Talisker 25 Years Old, ha una produzione limitata di 9 000 bottiglie;
- Talisker 30 Years Old, ha una produzione limitata di 25 000 bottiglie;
- Talisker 57° North, whisky non chill filtered, imbottigliato a 57% perché la distilleria è sul 57º parallelo Nord;
- Talisker Dark Storm; classico scotch whisky dal gusto affumicato con intenso sapore di spezie, quercia, mele, ribes, liquirizia e spezie;
- Talisker Distillers Edition, caratterizzata dal fatto che, dopo il tradizionale invecchiamento in botti di quercia americana, subisce un ultimo passaggio in botti che precedentemente hanno contenuto sherry Oloroso;
- Talisker Neist Point, con sapore di vaniglia, fumo, caramello, spezie dolci all'olfatto e cioccolato, finocchio, mela verde e pera al palato;
- Talisker Port Ruighe, whisky di malto dal colore ambrato scuro, con sapore affumicato e salato;
- Talisker Select Reserve - House Greyjoy, edizione collegata alla serie Games of Thrones;
- Talisker Skye, ha un gusto di brezza marina, fumo leggero e pepe bianco con note di agrumi, mango e frutta secca;
- Talisker Storm, con sapore di legno affumicato e acqua salmastra, invecchiato in botti di rovere americano tostate.